# Bobby Byrd
Bobby Howard Byrd (Toccoa, 15 de agosto de 1934-Loganville, 12 de septiembre de 2007) fue un músico estadounidense.

## Biografía
Nació el 15 de agosto de 1934 en Toccoa, Georgia.
Fue el descubridor del mítico James Brown. Se conocieron jugando al béisbol. A los 19 años Brown salió de un reformatorio y estuvo acogido en casa de la familia de Byrd. Formó parte de Famous Flames, el grupo que solía acompañar a Brown es sus espectáculos.
Algunas de sus canciones más conocidas como «Sex Machine», «Talkin' loud and sayin' nothing» y «I know you got soul», entre otras.
Su disco más vendido fue Live at the Apollo, con un millón de copias vendidas.
Falleció el 12 de septiembre de 2007 a los 73 años en su casa de Loganville, en Georgia, por un cáncer de pulmón, el mismo día que el cuarto aniversario del fallecimiento de Johnny Cash.
- Datos: Q888487